# PAS Korinthos

Vereinslogo 1999–2011

PAS Korinthos (griechisch Π.Α.Σ. Κόρινθος, dt. „Allkorinthischer Sportverein Korinth“) ist ein griechischer Fußballverein aus Korinth. Aktuell spielt der Verein in der ersten Kreisliga (A Topiko Korinthias).

## Geschichte
1959 entstand der Verein Pankorinthiakos, als die beiden Korinther Vereine Achilleas und Olympiakos fusionierten. Vier Jahre später (1963) schloss sich noch Aris aus Korinth an und der Klub nannte sich fortan APS Korinthos (ΑΠΣ Κόρινθος). Der Spielbetrieb für APS Korinthos wurde ab der Saison 1963/64 in der Beta Ethniki aufgenommen. Unter dem Namen "Pankorinthiakos" wurde im gleichen Jahr ein Verein aus verbliebenen Akteuren der zwei Teams weiter betrieben und spielte ebenso in der Beta Ethniki. 1978/79 gewann APS Korinthos souverän die Liga und stieg erstmals in der Vereinsgeschichte in die Alpha Ethniki auf. Drei Jahre spielte man in der obersten griechischen Spielklasse, wurde 10. (1980), 16. (1981) und 1982 dann 18. und damit Tabellenletzter. Weitere drei Jahre später stieg Korinthos in die dritte Liga (Gamma Ethniki) ab, schaffte aber den sofortigen Wiederaufstieg. Zwischen 1991 und 1993 spielte der Verein das bis heute letzte Mal in der ersten Liga von Griechenland. 1999 schloss sich dann der APS Korinthos und der Stadtrivale Pankorinthiakos zusammen und gründeten PAS Korinthos.
Nur ein Jahr später nahm die Vereinsgeschichte mit dem Abstieg in die Kreisliga (5. Liga) den absoluten Tiefpunkt. 2002 schaffte Korinthos den Aufstieg in die 4. Liga (Delta Ethniki) und gewann diese in der Saison 2006/07 ohne eine einzige Niederlage. Von 2007 bis 2011 spielte PAS Korinthos damit wieder in der Gamma Ethniki. 2011 erfolgte für den Verein aus Korinth der Zwangsabstieg wegen wiederholter Rufschädigung des Fußballes, zusätzlich wurde eine Geldstrafe wegen wiederholter Urkundenfälschung verhängt. In der Folgesaison stieg der Verein jedoch sofort wieder auf und spielte die Saison 2012–2013 in der Football League 2 und nach ihrer Auflösung im Sommer 2013 in der Gamma Ethniki (3. Liga – Amateurfußball), die durch die Fusion der Football League 2 und der Delta Ethniki ins Leben gerufen wurde. 2014 kam die Relegation in die erste Kreisliga, nachdem der Klassenerhalt im allerletzten Saisonspiel verpasst wurde.

## Ligazugehörigkeit
- Beta Ethniki (1963–1979)
- Alpha Ethniki (1979–1982)
- Beta Ethniki (1982–1985)
- Gamma Ethniki (1985–1986)
- Beta Ethniki (1986–1991)
- Alpha Ethniki (1991–1993)
- Beta Ethniki (1993–1995)
- Gamma Ethniki (1995–1998)
- Delta Ethniki (1998–2000)
- Amateurliga (2000–2002)
- Delta Ethniki (2002–2007)
- Gamma Ethniki (2007–2011)
- Delta Ethniki (2011–2012)
- Football League 2 (2012–2013)
- Gamma Ethniki (2013–2014)
- A Topiko Korinthias (2014-)

## Ehemalige bekannte Spieler
- Dănuț Lupu, 1991–1993
- Mirosław Okoński, 1991–1992